# Atopsyche perlucida
Atopsyche perlucida là một loài Trichoptera hóa thạch trong họ Hydrobiosidae.